# Lorna Doone (novela)
Lorna Doone, un romance de Exmoor, es una novela con tintes de novela histórica, del escritor inglés Richard Doddridge Blackmore. La acción ocurre en el siglo XVII, en la región de Exmoor (Somerset y Devon, en Inglaterra): en particular en los alrededores de East Lyn Valley. La novela tiene como trasfondo en algunos de sus pasajes la Rebelión del Duque de Monmouth, y la Batalla de Sedgemoor. La historia es narrada por su personaje principal, John Ridd, a manera de memorias. Fue publicada por primera vez en 1869 en tres volúmenes. El siguiente año se publicó de nuevo en un solo volumen en una edición barata, consiguiendo mucho mayor éxito de ventas y buenas críticas.

## Argumento

East Lyn Valley: al este, Exmoor; al oeste, Devon.

John Ridd comienza a narrar su historia desde que era un muchacho estudiando en Tiverton en una escuela lejana a su hogar. Lo llaman a volver a casa porque uno de los Doone, famoso clan de ladrones, ha asesinado a sangre fría a su padre. Durante su viaje John Ridd ve pasar un grupo de hombres a caballo que llevan secuestrada a una niña. Ridd regresa para vivir permanentemente en la granja, sin volver a su escuela.
Años después, uno de los Doone asalta al tío de John, que es un rico mercader, en el camino hacia la granja de los Ridd. Acompañado por John acude a las autoridades a denunciar el delito. Las autoridades se muestran renuentes a actuar sobre su caso por la influencia de los Doone. Entonces deciden investigar a los Doone por su cuenta; juntos espían la guarida de los Doone, ubicada en un valle con pocos accesos. Ridd descubre una entrada y allí, junto a un arroyo, encuentra sola a una joven llamada Lorna. El joven Ridd queda impresionado por la bella Lorna, pero tiene que huir del lugar cuando se aproxima uno de los Doone, Carver. 
J. Ridd se enamora de esa chica. Suelen verse junto al arroyo pero de pronto John deja de tener noticias de ella. Decide entonces adentrarse en las tierras de los Doone en su busca. Tras luchar por el amor de Lorna, descubre que ella es la niña que los Doone llevaban secuestrada años atrás. Ella pertenece a la realeza y se ha marchado a Inglaterra. 

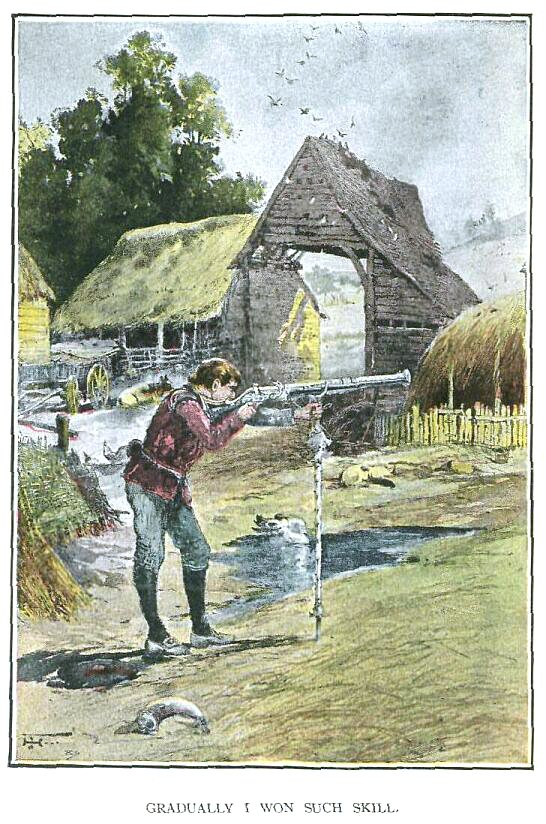
John Ridd aprende a disparar con un arma de su padre. Ilustración de una edición de 1893.

Por segunda ocasión J. Ridd va a buscarla y se encuentra con unos ladrones. Decide enfrentarlos y asegurarse de que Lorna estará bien. Días después el Rey manda buscar a J. Ridd pues los asaltantes que atacaron la casa de Lorna eran parte de la conspiración en contra de su reinado. Ahí lo nombra caballero y le entrega la mano de Lorna. Pero antes de casarse con su amada, regresa a su granja donde motiva a todos los campesinos a levantar sus armas en contra de los Doone. Después de esto regresa al lado de Lorna y son felices.